# グッドビリーヴ
株式会社グッドビリーヴは、かつて大阪府摂津市に本社を置いていた運輸関連企業。

## 概要
2004年1月に設立。物流関連のコンサルティングやサード・パーティー・ロジスティクスを主力として事業を行っていた。東北から九州にかけて物流センターを設置し、食品スーパーやディスカウントストア、食品商社、食品メーカーなど食品関連企業を主要顧客としており、各クライアントの物流センターや倉庫内での軽作業等も手掛けることで事業を拡大。その間にもグッドビリーヴホールディングスを筆頭とした持株会社制へ移行した他、その後もM&Aにより事業を拡大していった。
2017年12月期は105億2643万円の売上があった。しかし、過剰な設備投資が裏面に出て、資金繰りが悪化。2019年には取引先とのトラブルや金融機関との関係悪化が露呈される形となり、同年10月には金融機関に対してリスケジュールを要請したが、この過程において粉飾決算が発覚したと同時に信用が失墜した。グッドビリーヴは事業譲渡などの再建策を模索したが、金融機関などの同意は得ることは出来ず、一部金融機関が債権を債権回収会社に売却した他、グッドビリーヴと取引停止にする企業も相次いだ。
さらに、新型コロナウイルスによって業績はさらに悪化。2021年12月期の売上も約25億円にまで落ち込んだ。このためグッドビリーヴは2022年7月31日に事業を停止し、グッドビリーヴホールディングス、GBコールドライン、ウィズキャリアの3社と共に事後処理を弁護士に一任。グッドビリーヴ、グッドビリーヴホールディングス、GBコールドライン、ウィズキャリアの4社は同年8月8日に大阪地方裁判所へ破産を申請。同年8月15日に破産手続開始決定を受けた。4社の負債総額は82億7000万円。

## グループ会社
- グッドビリーヴ
- GBコールドライン
- ウィズキャリア
- GBグローバル
- GBファシリティーズ
- 食品納品代行